# تپه نصیرآباد
تپه نصیرآباد مربوط به هزاره دوم پیش از میلاد - سدهٔ ۴ تا ۶ ه.ق است و در شهرستان خرم‌دره، روستای نصیرآباد و در نزدیکی شهر هیدج واقع شده و این اثر در تاریخ ۳ خرداد ۱۳۸۶ با شمارهٔ ثبت ۱۹۱۱۳ به‌عنوان یکی از آثار ملی ایران به ثبت رسیده است.